# Bahnstrecke Jakobstad-Pedersöre–Jakobstad
| 2 Dv12 beim Übergang in Jakobstad |                                                                   |                             |                         |
| Streckenlänge: | 14,4 km                                                           |                             |                         |
| Spurweite: | 1524 mm (Russische Spur)                                          |                             |                         |
| Streckenklasse: | D4                                                                |                             |                         |
| Stromsystem: | 25 kV / 50 Hz ~                                                   |                             |                         |
| Streckengeschwindigkeit: | Jakobstad-Pedersöre–Jakobstad 60 km/h Jakobstad–Alholmen: 35 km/h |                             |                         |
| Zugbeeinflussung: | Ja                                                                |                             |                         |
| |                                                                   |                             |                         |
| \| \| \| von Oulu \| \| \| \| 518,604 \| Jakobstad-Pedersöre \| Jakobstad-Pedersöre \| \| \| \| nach Seinäjoki \| \| \| \| 519,374 \| Backa (Mäki) \| Backa (Mäki) \| \| \| \| Staatsstraße 8 \| \| \| \| 520,600 \| Lövö (Lehtisaari) \| Lövö (Lehtisaari) \| \| \| \| Sundbäcksån \| \| \| \| 525,600 \| Sandsund (Hietasalmi) \| Sandsund (Hietasalmi) \| \| \| \| Regionalstraße 749 \| \| \| \| 527,900 \| Rosenlund (Ruusulehto) \| Rosenlund (Ruusulehto) \| \| \| 528,780 \| Jakobstad (Pietarsaari) \| Jakobstad (Pietarsaari) \| \| \| 531,700 \| Alheda \| Alheda \| \| \| 532,570 \| Alholmen (Alholma) \| Alholmen (Alholma) \| \| \| \| Industriegleise UPM-Kymmene \| \| |                                                                   |                             |                         |
| Strecke |                                                                   | von Oulu                    | von Oulu                |
| Bahnhof | 518,604                                                           | Jakobstad-Pedersöre         | Jakobstad-Pedersöre     |
| Abzweig geradeaus, nach links und von links |                                                                   | nach Seinäjoki              | nach Seinäjoki          |
| ehemaliger Haltepunkt / Haltestelle | 519,374                                                           | Backa (Mäki)                | Backa (Mäki)            |
| Strecke mit Straßenbrücke |                                                                   | Staatsstraße 8              | Staatsstraße 8          |
| ehemaliger Haltepunkt / Haltestelle | 520,600                                                           | Lövö (Lehtisaari)           | Lövö (Lehtisaari)       |
| Brücke über Wasserlauf |                                                                   | Sundbäcksån                 | Sundbäcksån             |
| ehemaliger Haltepunkt / Haltestelle | 525,600                                                           | Sandsund (Hietasalmi)       | Sandsund (Hietasalmi)   |
| Strecke mit Straßenbrücke |                                                                   | Regionalstraße 749          | Regionalstraße 749      |
| ehemaliger Haltepunkt / Haltestelle | 527,900                                                           | Rosenlund (Ruusulehto)      | Rosenlund (Ruusulehto)  |
| Dienststation / Betriebs- oder Güterbahnhof | 528,780                                                           | Jakobstad (Pietarsaari)     | Jakobstad (Pietarsaari) |
| Blockstelle | 531,700                                                           | Alheda                      | Alheda                  |
| Dienststation / Betriebs- oder Güterbahnhof | 532,570                                                           | Alholmen (Alholma)          | Alholmen (Alholma)      |
| |                                                                   | Industriegleise UPM-Kymmene |                         |

Die Bahnstrecke Jakobstad-Pedersöre–Jakobstad (schwedisch Jakobstadsbanan; finnisch Pietarsaaren rata) ist eine Bahnstrecke in Finnland. Sie führt vom Bahnhof Jakobstad-Pedersöre in der Gemeinde Pedersöre nach Jakobstad (Pietarsaari). Die Strecke wird nur für den Güterverkehr betrieben, sie ist seit  2017 elektrifiziert. Ein im Februar 2019 eröffnetes Gleisdreieck erlaubt es, Züge aus Richtung Tampere, Seinäjoki direkt nach Jakobstad zu führen.

## Geschichte
Die Strecke wurde am 1. November 1887 eröffnet, Ausgangspunkt war der bereits am 1. Dezember 1885 eröffnete Bahnhof Pedersö. Dieser Name für den Bahnhof galt ab der vorläufigen Inbetriebnahme für den Güter- und Personenverkehr auf der Strecke Seinäjoki–Oulu. Die offizielle Eröffnung erfolgte am 1. November 1886 als Bahnhof Bennäs (Pännäinen). Seit dem 15. Juni 2020 heißt die Betriebsstelle Jakobstad-Pedersöre.
In den Jahren 2006/07 wurde durch die Ratahallintokeskus (RHK) der Oberbau zwischen Bennäs und Larsmovägen (insgesamt 12 km) erneuert. Die hölzernen Eisenbahnschwellen wurden ausgebaut und durch Betonschwellen ersetzt. Zudem wurden die Bahndämme verbreitert und die Bahnübergänge verbessert. Die Kosten beliefen sich auf rund 5 Millionen Euro.
Im Jahr 2012 existierten im Streckenverlauf 13 Bahnübergänge, davon waren 3 gesichert. 2013 wurden auf der Strecke ca. 1 Mill. Tonnen Güter befördert. Für 2025 wird eine Transportmenge von 1.6 Mill. Tonnen erwartet. Seit dem Bau eines Gleisdreiecks südlich von Bennäs können Züge vom Süden direkt nach Jakobstad verkehren, früher wurden die Güterzüge mit einer Spitzkehre im 33 km nördlich von Bennäs gelegenen Kokkola zugeführt.

## Betrieb heute
Es verkehren nur Güterzüge auf der Strecke, vor allem zu den ausgedehnten Industriegebieten in Jakobstad  sowie zu den Hafenanlagen. Transportgut ist unter anderem Rohware für die Papierwerke in Jakobstad und für die Zellulosewerke auf Alholmen und Fertigprodukte von dort. Die Höchstgeschwindigkeit zwischen Bennäs und Jakobstad beträgt 60 km/h. Auf dem Abschnitt von Jakobstad nach Alholmen sind 35 km/h zulässig.

## Galerie

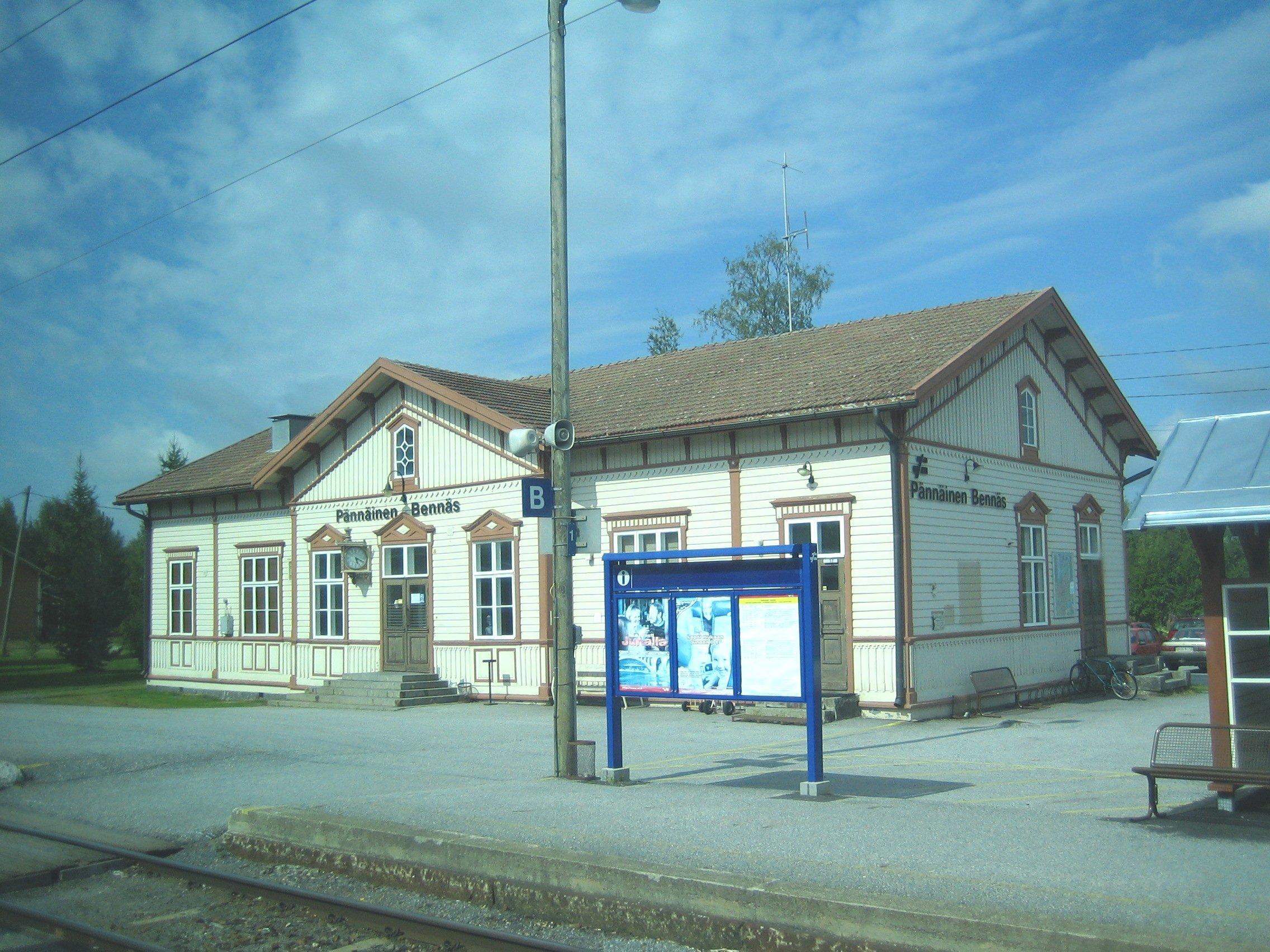
Bahnhof Bennäs / Pännäinen 2006
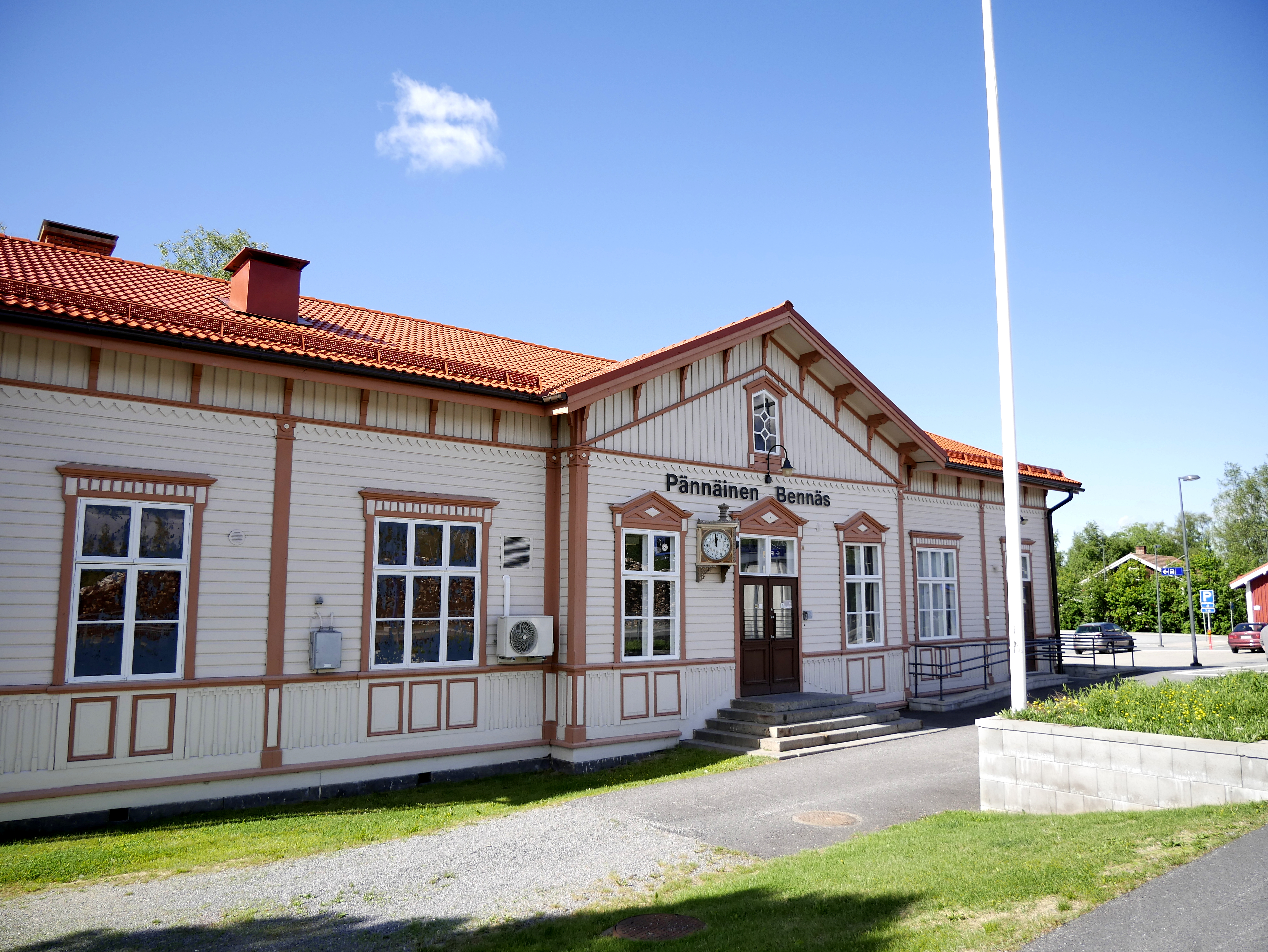
Empfangsgebäude Bennäs 2020 (Kulturdenkmal)
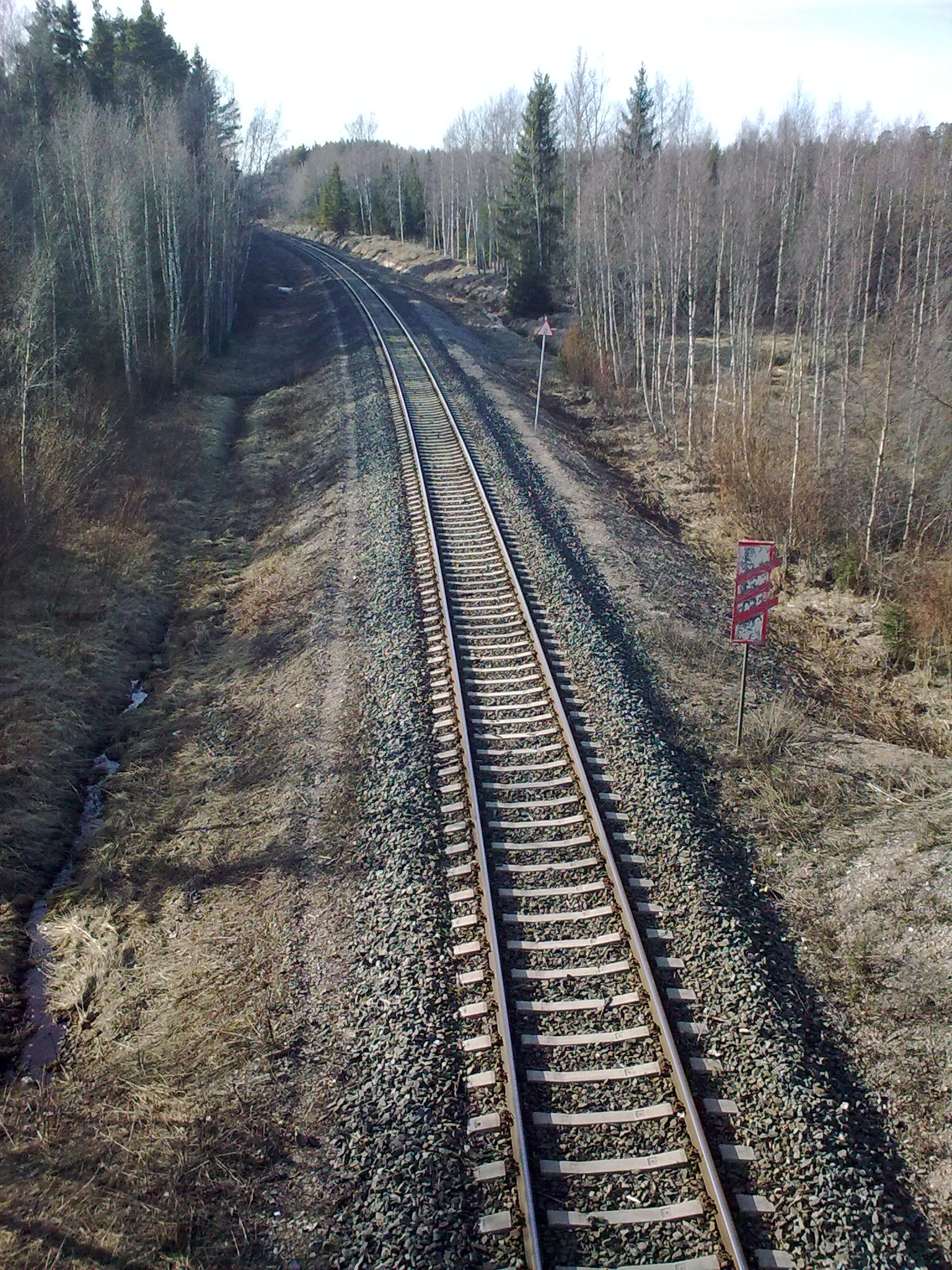
Strecke bei Jakobstad 2010, vor Elektrifizierung
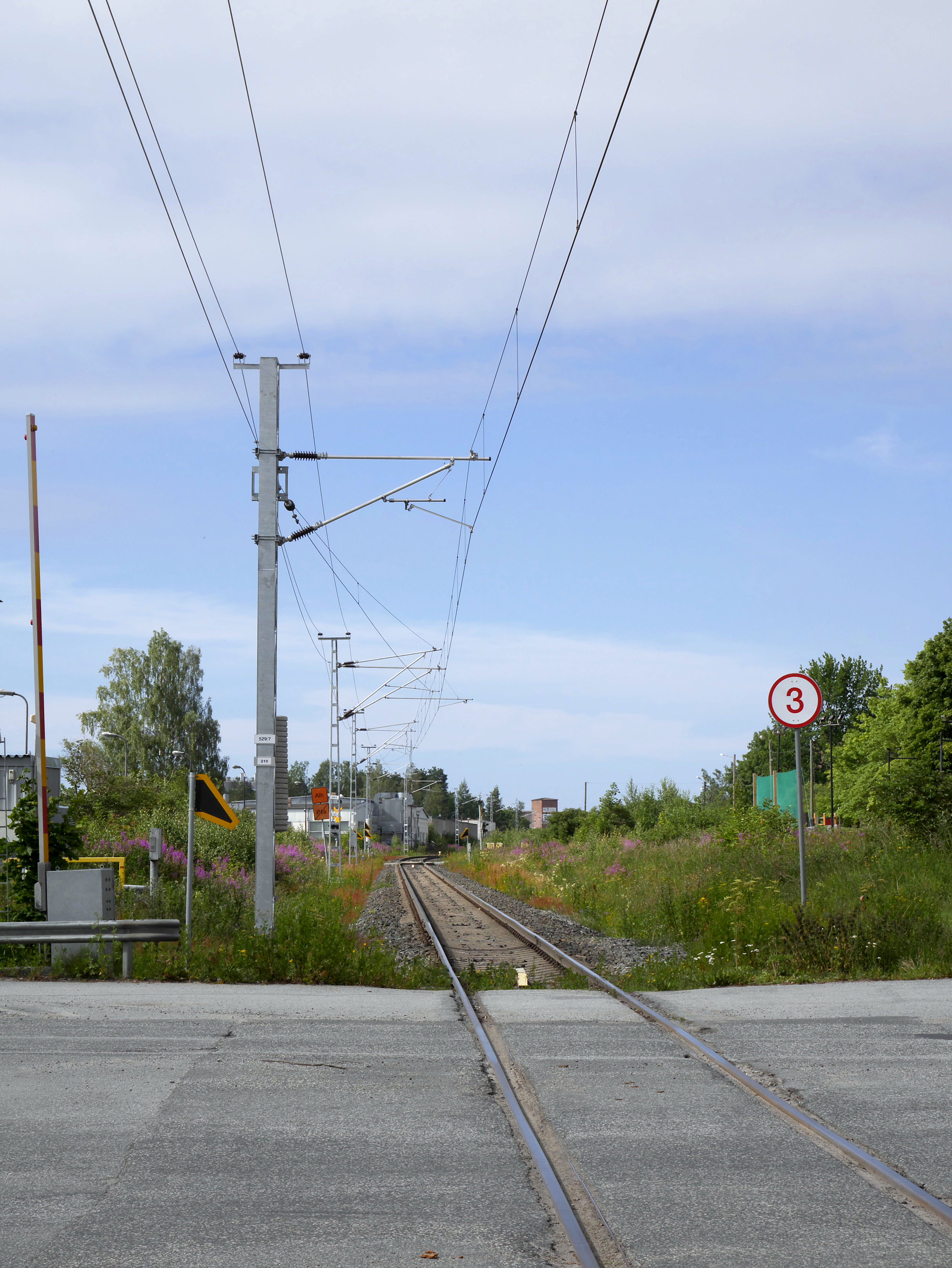
Beim Bahnhof Jakobstad 2018, neu elektrifiziert